# 哈尔滨新闻广播
哈尔滨新闻广播，是哈尔滨广播电视台的一个频道。内容以新闻为主，广播范围为哈尔滨市全部，全天24小时播音。

## 主要节目
- 早报早知道
- 新闻东北
- 哈尔滨早新闻
- 环境和行风热线
- 岁月留声
- 听江风
- 都市慢聊吧
- 乡村大舞台
- 陶然天天评
- 广播纪事
- 新闻进行时
- 今日新闻
- 情暖人间
- 有此一说

## 播出频率
哈尔滨市
| 收听区域 | 频率            |
| 市区     | AM 837 FM 106.2 |
| 宾县     | FM 106.2        |
| 方正县   | FM 94.1         |

- 837kHz在绥化市、大庆市、松原市也可听到
- 本台在2008年和2011年曾使用1008kHz播音，现在此频率停用